# Таранта-Пелінья
Таранта-Пелінья (італ. Taranta Peligna) — муніципалітет в Італії, у регіоні Абруццо,  провінція К'єті.
Таранта-Пелінья розташована на відстані близько 140 км на схід від Рима, 75 км на південний схід від Л'Аквіли, 38 км на південь від К'єті.
Населення — 378 осіб (2014).
Покровитель — Sant'Ubaldo.

## Демографія
Населення за роками:

Станом на 1 січня 2023 року в муніципалітеті офіційно проживало 12 іноземців з 6 країн, серед них 6 громадян країн Євросоюзу.

## Сусідні муніципалітети
- Колледімачине
- Лама-дей-Пеліньї
- Леттопалена
- Палена
- Казолі
- Роккаразо